# Mirza Schuluchia
Mirza Schuluchia (gruz. მირზა სხულუხია; ur. 16 lutego 1997) – gruziński zapaśnik walczący w stylu wolnym. 
Zajął piąte miejsce na mistrzostwach Europy w 2020. Siódmy w Pucharze Świata w 2019. Pierwszy na MŚ U-23 w 2019 i trzeci w 2017. Trzeci na ME U-23 w 2017 roku.